# Zawiyat al-Dahmani
Zawiyat al-Dahmani es un suburbio de Trípoli Libia. Se encuentra entre la costa, al norte, y el suburbio de Fashloom, al sur.
El 22 de febrero de 2011, durante las protestas de Libia de 2.011 protestas Libia, hay informaciones de que el barrio ha sido acordonado por las fuerzas de seguridad libias.